# Tir parabòlic

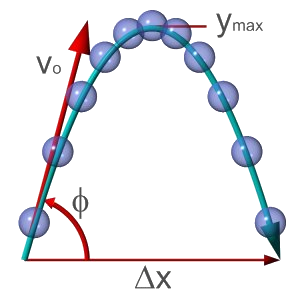
Esquema d'un tir parabòlic.

El tir parabòlic és un model matemàtic de moviment, que estudia com es mou un cos llançat sota els efectes de la gravetat. El cos descriu llavors una trajectòria parabòlica. Galileu va demostrar que aquest camí corb és una paràbola, però també pot ser una línia en el cas especial quan es llança directament cap amunt. L'estudi d'aquests moviments es diu balística, i tal trajectòria és una trajectòria balística. L'única força d'importància que actua sobre l'objecte és la gravetat, que actua cap avall, impartint així a l'objecte una acceleració cap avall. A causa de la inèrcia de l'objecte, no es necessita una força horitzontal externa per mantenir la component de velocitat horitzontal de l'objecte.
En aquest model s'utilitza un sistema de referència on l'eix x és horitzontal i l'eix y és vertical. L'origen del sistema se situa en el punt de llançament. S'utilitzen coordenades rectangulars.
El moviment es modelitza com la composició de dos moviments rectilinis, un per cada coordenada. La coordenada x només es mou per l'acció de la velocitat inicial i, per tant, serà un moviment rectilini uniforme. La coordenada y sofreix l'acció de la gravetat i és un moviment rectilini uniformement accelerat.
Es considera que el cos es llança a una velocitat inicial {\displaystyle \mathbf {v_{0}} } i amb un angle {\displaystyle \phi } concret.
Les velocitats del cos en les components x i y es troben com segueix:
{\displaystyle \mathbf {v_{0x}} =\mathbf {v_{0}} \cdot cos\phi }
{\displaystyle \mathbf {v_{0y}} =\mathbf {v_{0}} \cdot sin\phi }
Les components {\displaystyle \mathbf {v_{0x}} } i {\displaystyle \mathbf {v_{0y}} }, compleixen la propietat:
{\displaystyle \mathbf {v_{0}} ^{2}=\mathbf {v_{0x}} ^{2}+\mathbf {v_{0y}} ^{2}}
La posició del cos en moviment es troba amb les dues expressions:
{\displaystyle \mathbf {x} =\mathbf {v_{0x}} \cdot \mathbf {t} }
{\displaystyle \mathbf {y} =\mathbf {v_{0y}} \cdot \mathbf {t} -{\frac {\mathbf {g} \mathbf {t} ^{2}}{2}}}
S'agafa el valor absolut de l'acceleració de la gravetat,{\displaystyle \mathbf {g} =9.8m/s^{2}}, per simplificar.
Amb aquestes dues expressions podem trobar l'equació de la trajectòria:
{\displaystyle \mathbf {y} ={\frac {\mathbf {v_{0y}} }{\mathbf {v_{0x}} }}\cdot \mathbf {x} -{\frac {\mathbf {g} }{2\mathbf {v_{0x}} ^{2}}}\cdot \mathbf {x} ^{2}}
Dues dades que es calculen habitualment en tir parabòlic són l'abast i l'altura màxima.
L'abast és la distància horitzontal recorreguda pel cos quan torna a tenir alçada 0. Per calcular-ho se substitueix per 0 la y a l'equació de trajectòria:
{\displaystyle 0={\frac {\mathbf {v_{0y}} }{\mathbf {v_{0x}} }}\cdot \mathbf {x} -{\frac {\mathbf {g} }{2\mathbf {v_{0x}} ^{2}}}\cdot \mathbf {x} ^{2}}
D'on s'extreu que {\displaystyle \Delta \mathbf {x} } pot ser 0 (punt de sortida) o ser:
{\displaystyle \Delta \mathbf {x} =2{\frac {\mathbf {v_{0x}} \cdot \mathbf {v_{0y}} }{\mathbf {g} }}}
Aquest valor correspon a l'abast.
L'alçada màxima és el màxim valor que agafa la coordenada y. Quan el cos arriba a l'alçada màxima la velocitat vertical és nul·la. La velocitat vertical segueix la següent expressió:
{\displaystyle \mathbf {v_{y}} =\mathbf {v_{0y}} -\mathbf {g} \cdot \mathbf {t} }
Si substituïm {\displaystyle \mathbf {v_{y}} } per 0 i aïllem {\displaystyle \mathbf {t} }
{\displaystyle \mathbf {t} ={\frac {\mathbf {v_{0y}} }{\mathbf {g} }}}
Substituint t a l'equació de l'alçada i simplificant, s'arriba que l'alçada màxima és:
{\displaystyle \mathbf {y_{max}} ={\frac {\mathbf {v_{0y}} ^{2}}{2\mathbf {g} }}}

## Característiques del tir parabòlic
- Coneixent la velocitat de sortida (inicial), l'angle d'inclinació inicial i la diferència d'altures (entre sortida i arribada) es coneixerà tota la trajectòria.
- Els angles de sortida i arribada són iguals (sempre que l'altura de sortida i d'arribada són iguals).
- La distància més llarga coberta o abast s'aconsegueix amb angles de sortida de 45°.
- Per aconseguir la distància més llarga fixat l'angle el factor més important és la velocitat.
- Es pot analitzar el moviment en vertical independentment de l'horitzontal.

## Tir parabòlic amb fregament
Quan considerem el fregament la trajectòria és gairebé una paràbola però no exactament. L'estudi de la trajectòria en aquest cas és considerat per la balística.